# Rozhledna a televizní vysílač Praděd
Rozhledna a televizní vysílač Praděd je stavba na vrcholu Pradědu v Hrubém Jeseníku. Jeho vrchol je nejvyšším pevným umělým bodem Česka, s nadmořskou výškou mezi 1 637 a 1 638 m převyšuje vrchol nejvyšší české hory Sněžky. Vysílač stojí v Moravskoslezském kraji ve slezském katastrálním území Malá Morávka (součást obce Malá Morávka), v těsné blízkosti historické zemské hranice Moravy a Slezska.

## Historie stavby

### Stavba původní rozhledny

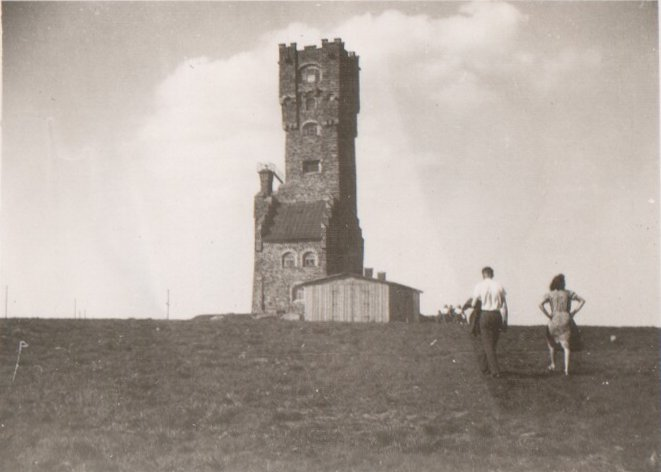
Původní kamenná rozhledna na Pradědu

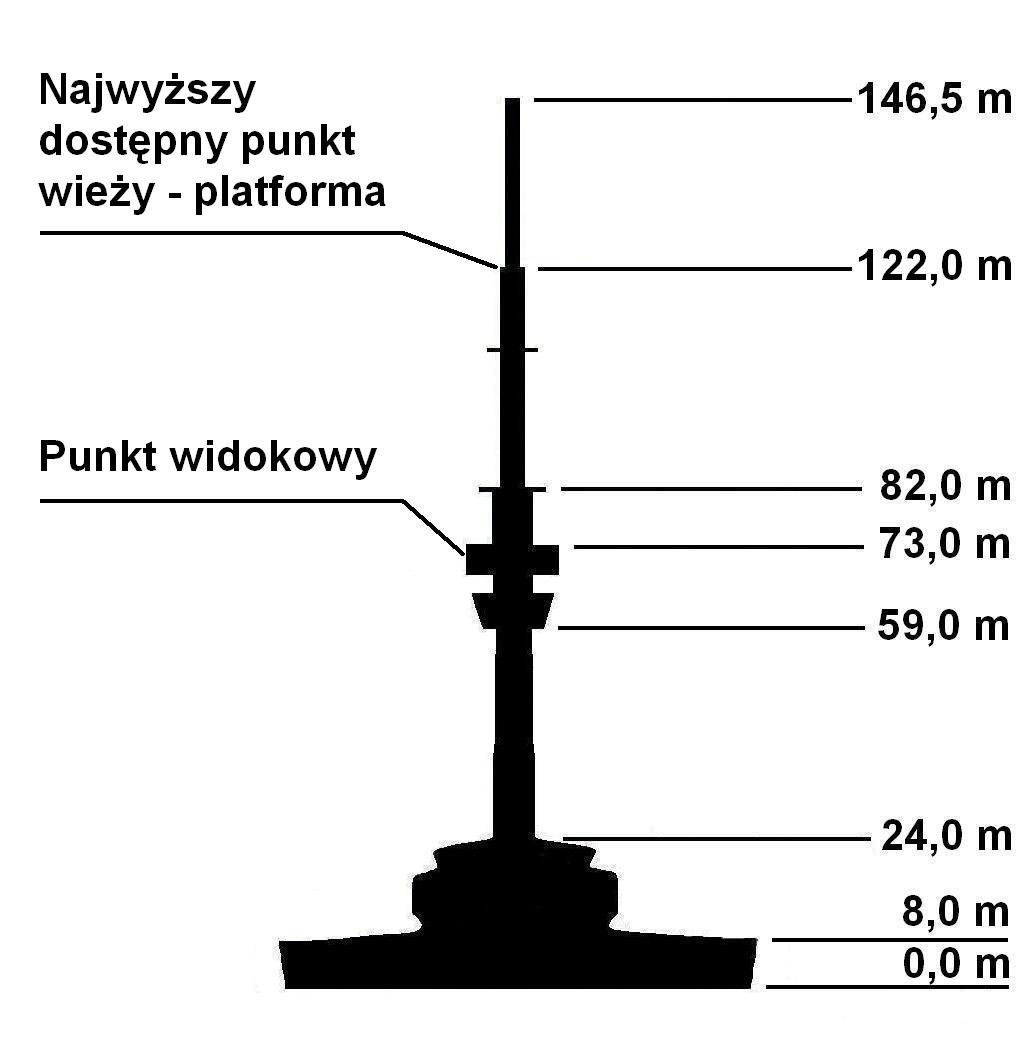
Schéma vysílače Praděd

Již od počátku 19. století stála na vrcholu Pradědu chýše později doplněná jednoduchou budovou. O stavbu rozhledny se poprvé snažil Turistický spolek Jesenicka na přelomu 19. a 20. století. Plány z roku 1891 jsou považovány za první dochované stavební záznamy. Roku 1903 byly předloženy Moravskoslezským sudetským horským spolkem ve Frývaldově stavební plány architekta Františka von Neumanna. Po schválení Okresním hejtmanstvím v Bruntále a vyjasnění situace s majiteli okolních panství byla stavba v srpnu roku 1903 povolena.
V roce 1904 začala vlastní výstavba rozhledny – Strážní věže Habsburk (něm. Habsburgwarte). Toto jméno dostala věž později. Ke stavbě bylo použito materiálu z nedalekých Tabulových skal. Dík za dokončení stavby patřil členům turistického spolku, kteří stavbu financovali a vykonávali ve svém volném čase. Proto se roku 1912 podařilo rozhlednu zkolaudovat. Stavba připomínala gotickou hradní věž, měla půdorys 15×14,5 m a výšku 32,5 m. V nejvyšším 7. patře byla vyhlídková plošina. Stavbě bylo přiděleno číslo popisné 207 v obci Malá Morávka.

### Úpadek původní stavby
Následovalo však období úpadku rozhledny. Důvodem byla jednak volba zcela špatného stavebního materiálu, kámen ne příliš pevný a ve vlhku se drolící. Drsné horské a povětrnostní podmínky nemohl dlouho vydržet. Dále to byla celková situace, kdy o stavbu nemohlo být dostatečně pečováno z důvodu první světové války. Po válce se rozhledna roku 1926 přece jen dočkala rekonstrukční pozornosti. Ne však na dlouho, v průběhu druhé světové války rozhlednu využívali Němci pro meteorologické účely a letecká pozorování. Na začátku 40. let zde Němci vystavěli turistickou Poštovní chatu, kterou vybudovali váleční zajatci a totálně nasazení. V této době byla věž nazývána věží Adolfa Hitlera.
Po skončení války nebyl nalezen nový provozovatel a v roce 1946 byla rozhledna pro veřejnost uzavřena. Až v roce 1951 ji převzal spolek Turista Praha. Věž v té době byla tehdy již v důsledku vandalismu, dlouhodobé neúdržby a vystavení povětrnostním vlivům značně zchátralá a byla proto zvažována demolice její horní části. V roce 1957 musela být rozhledna z bezpečnostních důvodů pro veřejnost uzavřena. Plánovaná rekonstrukce se již neuskutečnila, protože 2. května 1959 se stavba zřítila. O den později, místo oprav, začaly být sutiny odstraňovány. Na vrcholu tak zůstala pouze budova meteorologické stanice a dřevěná útulna.
Napodobenina této rozhledny (německy Altvaterturm) stojí od roku 2004 na hoře Wetzstein u Lehestenu v Durynském lese v Německu.

### Stavba současného vysílače

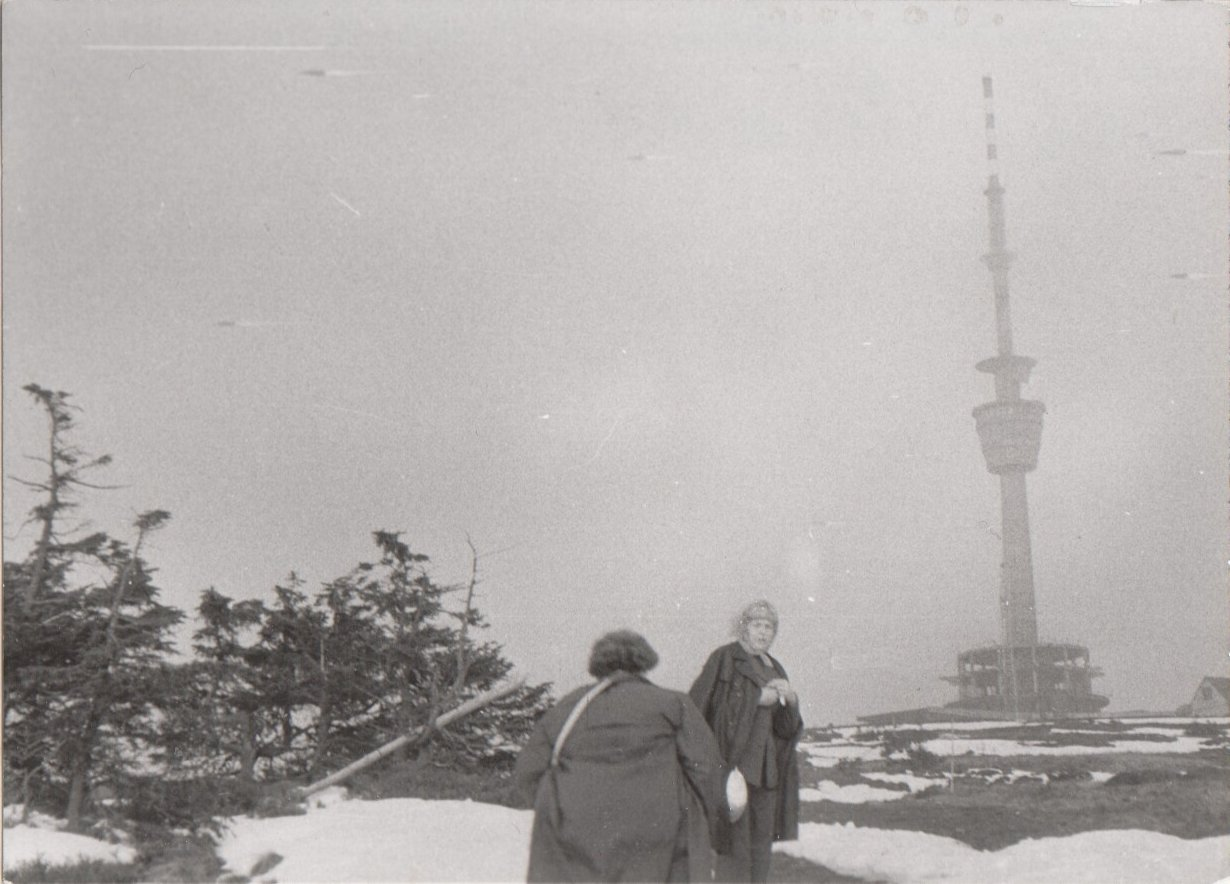
Stavba televizního vysílače na Pradědu

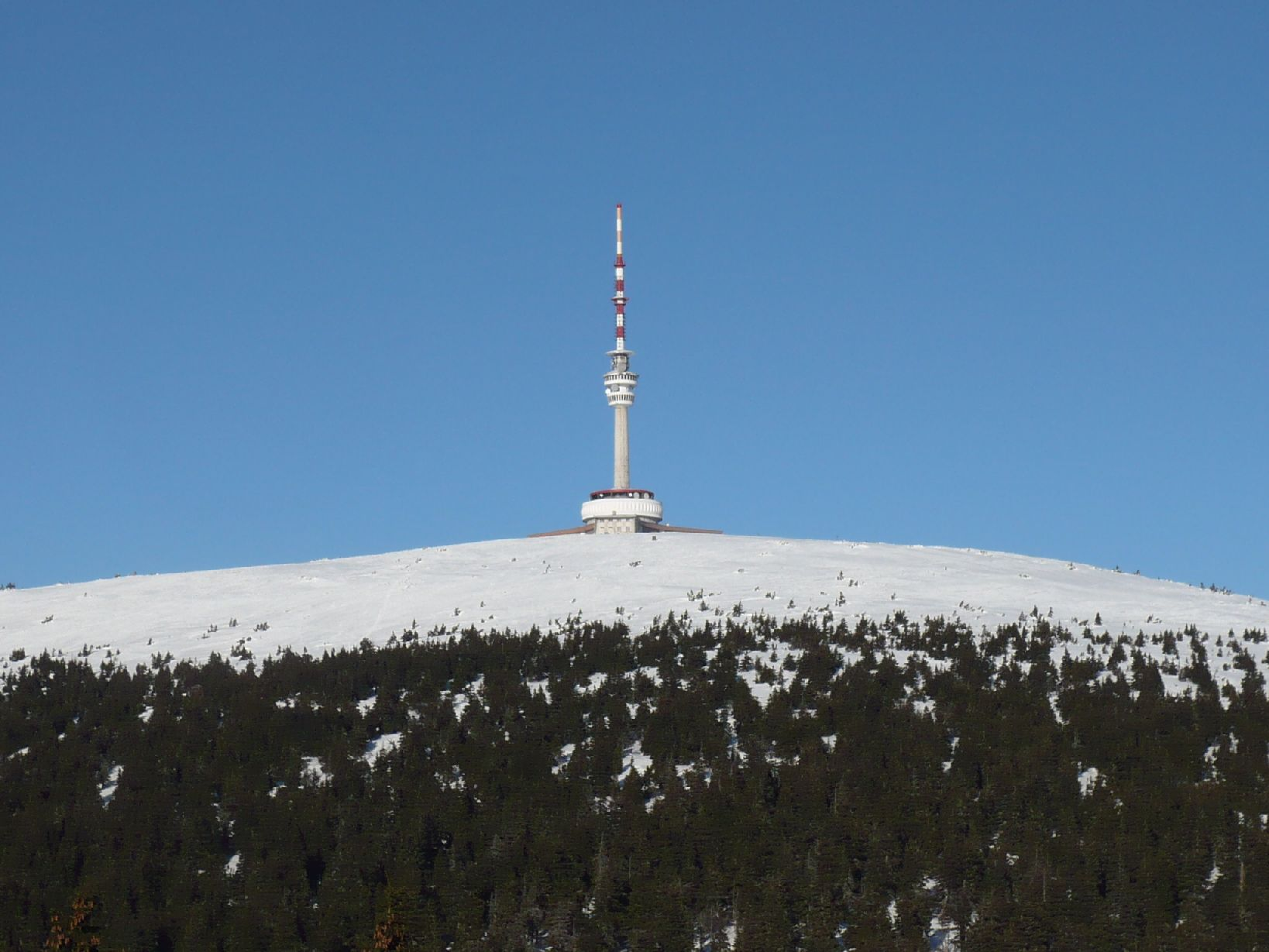
Praděd s vysílačem a rozhlednou

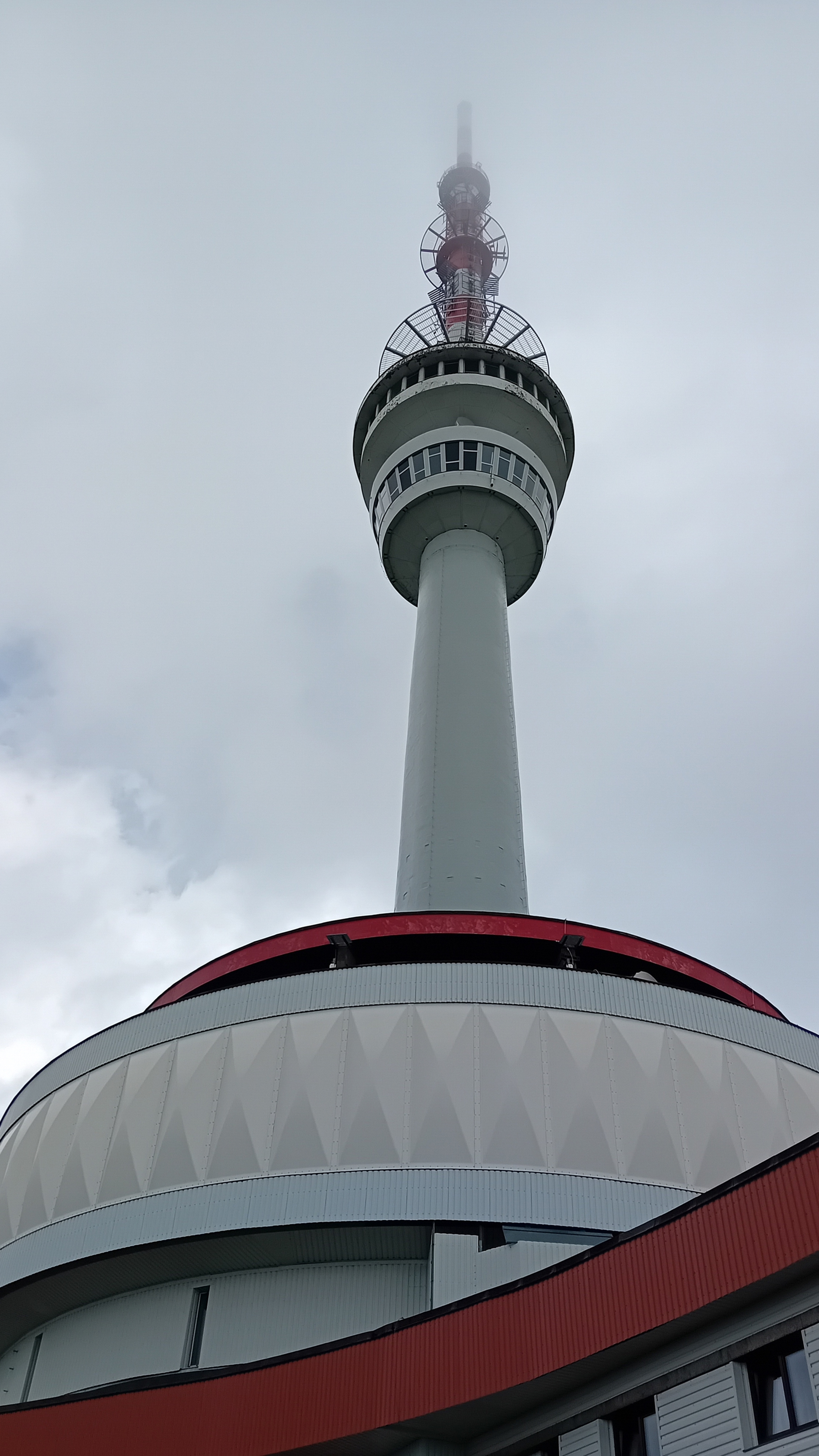
Detail vysílače Praděd

Stavba vysílače byla zahájena roku 1968 dle návrhu architekta Jana Lišky ze Stavoprojektu Brno. Účelem stavby bylo pokrýt stále rostoucí poptávku po televizním vysílání. Kvůli stavbě byla zřízena i asfaltová silnice z nedaleké Ovčárny, která nyní slouží k zásobování. Na rok 1977 bylo naplánováno dokončení stavby, termín musel být kvůli špatným stavebním podmínkám posunut až na rok 1980. V objektu je umístěna vedle vysílací techniky i restaurace, hotel a vyhlídka.
Vysílač je v dolní části betonový, nad veřejně přístupnou vyhlídkovou plošinou a strojovnou výtahu navazuje ocelový tubus. Nejvyšší část tvoří laminátový anténní nástavec. Vysílač je vysoký 146,5 m – původní výška 162 m klesla po výměně anténního nástavce v roce 1993. Z veřejně přístupné vyhlídky ve výšce 73 m je za dobrého počasí vidět Sněžka, Lysá hora a Radhošť, vzácně i Vysoké Tatry a Malá Fatra na Slovensku.

## Zajímavosti
Vysílač je 5. nejvyšší věží v Česku. Vrchol vysílače je nejvyšším pevným (byť umělým) bodem Česka, s nadmořskou výškou mezi 1 637 a 1 638 m leží výše než vrchol Sněžky. Nejvýše soustavně dostupnou je plošina 20 m pod vrcholem, na navazující 20 m vysoký anténní nástavec lze vystoupat jen při odstávce provozu vysílače.
Pro vysílač byly původně zamýšleny i speciální designové doplňky interiéru, například nábytek či jídelní servis v restauraci, jakých se dočkal vysílač Ještěd, dostavěný krátce před zahájením stavby na Pradědu. Pro úspory se však záměr realizace nedočkal.
Interiér byl původně doplněn i uměleckými díly – u vstupu byla dřevěná plastika Kapka vyvěrající z jesenických hvozdů. Ta však musela být kvůli požární bezpečnosti přemístěna do veřejnosti nepřístupné zasedací místnosti Českých Radiokomunikací.

## Technické parametry vysílače

### TV
Přehled televizních multiplexů vysílaných z Pradědu:
|        | Multiplex    | Kanál | Kmitočet [MHz] | Výkon (ERP) [kW] | Polarizace       |
| ------ | ------------ | ----- | -------------- | ---------------- | ---------------- |
| DVB-T2 | Multiplex 21 | 26    | 514            | 100              | H (horizontální) |
| DVB-T2 | Multiplex 22 | 28    | 530            | 100              | H                |
| DVB-T2 | Multiplex 23 | 31    | 554            | 100              | H                |

V kategorii VHF a UHF analogových televizních stanic nejsou zastoupeny žádné stanice, analogové vysílání bylo ukončeno.

### Rozhlas
V kategorii VKV FM rozhlasových stanic je provozováno následujících 8 stanic:
| Kmitočet [MHz] | Stanice           | Výkon [kW] | Maximální výkon ERP [kW] | Polarizace | RDS |
| -------------- | ----------------- | ---------- | ------------------------ | ---------- | --- |
| 88,1           | Hitrádio Orion    | 10         | 10                       | H          | ano |
| 91,3           | ČRo Radiožurnál   | 20         | 20                       | H          | ano |
| 93,3           | Radio Proglas     | 20         | 20                       | H          | ano |
| 98,2           | ČRo Vltava        | 20         | 20                       | H          | ano |
| 99,3           | Evropa 2 - Morava | 10         | 10                       | H          | ano |
| 100,9          | Rádio Impuls      | 20         | 20                       | H          | ano |
| 104,3          | Frekvence 1       | 20         | 20                       | H          | ano |
| 106,8          | ČRo Olomouc       | 20         | 20                       | H          | ano |

Z Pradědu vysílá i digitální rozhlas DAB+:
|      | Multiplex | Kanál | Kmitočet [MHz] | Výkon (ERP) [kW] | Polarizace |
| ---- | --------- | ----- | -------------- | ---------------- | ---------- |
| DAB+ | ČRo DAB+  | 12D   | 229,072        | 10               | vertikální |